# Rodbina Vasa
Rodbina Vasa (švedsko Vasaätten, poljsko Wazowie, litovsko Vaza) je bila švedska vladarska rodbina, ustanovljena leta 1523 na Švedskem. Vladala je na Švedskem (1523-1654), poljsko-litovski Republiki obeh narodov (1587-1668) in Ruskem carstvu (1610–1613, naslovno do 1634). Moška linija rodbine je izumrla s smrtjo poljskega kralja Ivana II. Kazimirja leta 1672.
Rodbina Vasa izhaja iz švedske plemiške družine iz 14. stoletja. Moško linijo rodbine je mogoče slediti do Nilsa Kettilssona (Vasa) (umrl 1378), sodnega izvršitelja gradu Tre Kronor (Tri krone) v Stockholmu. V 15. stoletju je več članov rodbine imelo  visoke državne položaje. Po razpustitvi Kalmarske unije je Gustav Eriksson (Vasa) leta 1523 postal kralj Gustav I. Švedski in ustanovitelj vladarske rodbine Vasa.  Njegovo vladanje se včasih šteje za začetek sodobne švedske države. V obdobju reformacije je prekinil odnose z Rimskokatoliško cerkvijo in ustanovil protestantsko Švedsko cerkev.
Gustavovega sina in naslednika Erika XIV. je odstavil Gustavov mlajši sin Ivan III., ki je bil poročen s katoliško poljsko princeso Katarino Jagelonska, zato je rodbina Vasa zavladala tudi na Poljskem.  
Ivanovega in Katarininega katoliškega sina Sigismunda III., vladarja kratkožive Poljsko-Švedske unije,  je leta 1599 odstavil Ivanov protestantski brat Karel IX. Švedski. Rodbina se je razdelila na protestantsko švedsko vejo in poljsko katoliško vejo, ki sta v nekaj vojnah tekmovali za švedsko krono.
Vključitev švedskega kralja in slavnega protestantskega generala [[Gustav Adolf Švedski|Gustava Adolfa ] v tridesetletno vojno mu je prinesla naziva "lev severa" in "zlati kralj" (nemško Der Löwe von Mitternacht, 'Polnočni lev'). Gustav Adolf je reformiral državno upravo in iz Švedske naredil eno od najmočnejših držav v Evropi. 
Njegova hčerka in naslednica Kristina Švedska (1632–1654) je leta 1654 odstopila, se spreobrnila v katoliško vero in emigrirala v Rim.  Poljski kralj Ivan II. Kazimir je odstopil leta 1668. Z njegovo smrtjo leta 1672 je moška linija rodbina Vasa izumrla. Aktualni švedski kralj Karel XVI. Gustav  je potomec Gustava I. preko Viktorije Badenske, praprababice po očetovi strani. 

## Švedsko kraljestvo

### Gustav I. Švedski
Gustav Eriksson, sin Cecilije  Månsdotter Eka in Erika Johanssona Vasa, je bil rojen verjetno leta 1496  gradu Rydboholm severovzhodno od Stockholma, graščini očeta Erika. Ime je dobil po starem očetu Gustavu Anundssonu.
Švedska je bila od konca 14. stoletja del Kalmarske unije z Dansko in Norveško. Danska dominacija v uniji je na Švedskem povzročila več uporov. V Gustavovem otroštvu je del švedskega plemstva zahteval švedsko neodvisnost. Gustav in njegov oče sta podpirala stranko Stena Stureja Mlajšega, od leta 1512 švedskega regenta, in njegovo borbo proti danskemu kralju Kristijanu II. Po bitki pri Brännkyrki leta 1518, v kateri je Sten Sture porazil dansko vojsko, sta se Sten in danski kralj sestala na pogajanjih v Österhaningeju. Za garancijo za kraljevo varnost so Švedi poslali Dancem šest talcev za celo obdobje pogajanj. Kristijan II. na pogajanja ni prišel, prekšril dogovor s Švedi in talce odpeljal v Kopenhagen. Med talci (Hemming Gadh, Lars Siggesson (Sparre), Jöran Siggesson (Sparre), Olof Ryning, Bengt Nilsson (Färla)) je bil tudi Gustav Eriksson.

#### Izvolitev za kralja
Na volitvah za regenta je za Gustava Erikssona volilo veliko švedskih plemičev, ki so bili pred tem zvesti danskemu kralju.  Nekateri plemiči, še vedno zvesti kralju, so se odločili zapustiti Švedsko, druge pa so ubili. Tajni državni svet je zato izgubil nekaj starih članov, ki so jih nadomestili z Gustavovimi pristaši. 
Gustavovi uporniki so osvojili večino utrjenih švedskih mest in gradov, največje trdnjave, med njimi tudi Stockholm, pa so ostali pod dansko oblastjo. Leta 1522 je po pogajanjih z Gustavovimi pristaši hanzeatsko mesto Lübeck stopilo na švedsko stran. Pozimi 1523 je združeva vojska napadla danske in norveške dele Skanije, Hallanda, Blekingeja in Bohusläna. V tej zimi so Kristijana II. odstavili in zamenjli s Friderikom I. Novi kralj je odkrito zahteval švedsko krono in upal, da bo Lübeck zapustil švedske upornike. Nemško mesto, ki se je bolj nagibalo k neodvisni Švedski kot Kalmarski uniji z dansko dominacijo, je izkoristilo svojo prednost in začelo pritiskati na upornike, zahtevalo privilegije v bodočem trgovanju in garancije za svoja posojila upornikom. Tajni svet in Gustav Eriksson so se zavedali, da je podpora  Lübecka zanje ključna, in se odločil, da bo Gustava Erikssona imenoval za kralja.
Uradno izvolitev Gustava za kralja so opravili na srečanju vodilnih švedskih mož v Strängnäsu junija 1523. Avgust se je po izvolitvi sestal s predstavnikoma Lübecka, ki sta bila na obisku na Švedskem.  Predstavnika sta brez obotavljanja podprla izvolitev in jo razglasila za božje delo. Avgust je na naslednji seji Tajnega sveta prisegel zvestobo in bil naslednji dan v stolnici  v Strängnäsu javno razglašen za kralja, vendar še ni bil kronan. Leta 1983 so 6. junij, dan Gustavove izvolitve, razglasili na Nacionalni dan Švedske.

### Erik XIV.
Erik XIV. je bil rojen v gradu Tre Kronor v Stockholmu  13. decembra 1533. Mati mu je umrla. ko ni imel niti dve leti. Oče Gustav Vasa se je leta 1536 poročil s švedsko plemkinjo Margareto Leijonhufvud. 
Erik je bil kronan za Erika XIV., kar ne pomeni, da je bil štirinajsti kralj s tem imenom. On in njegov mlajši brat Karel IX. sta svoji vladarski številki privzela po delno izmišljeni zgodovini Švedske Johannesa Magnusa. Pred njim je bilo kljub temu najmanj šest švedskih kraljev in kandidatov s tem imenom, o katerih je zelo malo znanega.
V notranji politiki je bil Erik velik nasprotnik švedskega plemstva, tudi svojega polbrata, finskega vojvode Ivana III. Ivan je bil poročen s katoliško poljsko princeso Katarino Jagelonsko in zaradi nje prijatelj Poljske. Nasprotoval je švedski ekspanzionistični politiki v Livoniji (zdaj Estonija, Latvija in Litva), kar je povzročilo napetosti med bratoma. Leta 1563 je bil Ivan na Erikov ukaz aretiran in otožen za veleizdajo. 
V jeseni 1568 se je švedsko plemstvo uprlo in mentalno neuravnovešenega Erika odstavilo in za novega kralja izvolilo Ivana. Erika so zaprli, njegovega zaupnega svetovalca Jörana Perssona pa kot glavnega krivca za Erikove spore s plemstvom usmrtili.

### Ivan III.
Ivan je nadaljeval začeta pogajanja z Dansko in Lübeckom, da bi končal skandinavsko sedemletno vojno, vendar je zavrnil podpis Roskildskih sporazumov (1568), s katerimi so njegovi zastopniki sprejeli daljnosežne danske zahteve. Po še dveh letih se je vojna končala s Ščečinskim mirom (1570) brez številnih švedskih koncesij. V naslednjih letih je Ivan III. v livonski vojni  porazil Ruse in s  Pljusskim sporazumom (1583) ponovno dobil Narvo. Na Ivanovo zunanjo politiko so močno vplivale njegovo družinske vezi s Poljsko. Njegov sin Sigismund III. leta 1587 postal poljsko kralj.
Januarja 1569 je švedski parlament (riksdag) na isti seji prisilil kralja Erika XIV. k odstopu in za novega kralja izvolil Ivana III. Sklepa nista bila sprejeta brez Ivanovega popuščanja. Vojvoda Karel je pred tem dobil Ivanovo zagotovilo, da za njegovo vojvodino ne bodo veljale omejitve Arboših členov. Moč in pravice plemstva so se povečale, njihova odgovornost pa zmanjšala.
Ivana je bil še dolgo potem, ko je prišel na prestol, zaskrbljen, ker je bil Erik XIV. še živ. Leta 1571 je zato Erikovi straži ukazal, da ob vsakem sumu na beg ubije njega in njegove pomagače. Njegova smrt leta 1577 je bila morda posledica Ivanovega ukaza.

## Poljsko-litovska Republika obeh narodov
Sigismund III. Vasa je bil rojen v času, ko sta bila njegova starša Ivan III. in Katarina Jageloska ujetnika Ivanovega brata, kralja Erika XIV. Ivan je Erika leta 1568 odstavil in sam zasedel švedski prestol. Švedska je postala protestantska država, medtem ko je bil Sigismund katolik in preko svoje matere tesno povezan s Poljsko. Jagelonska rodbina je na Poljskem vladala od leta 1386. Sigismund III. je bil za kralja poljsko-litovske Republike obeh narodov izvoljen 19. avgusta 1587.
Njegov uradni naziv se je glasil "Sigismund III., po božji volji kralj Poljske, veliki knez Litve, Rutenije, Prusije, Mazurije, Samogicije in Livonije in dedni kralj Švedov, Gotov in Vandalov".

### Odpor proti Sigismundu
V poljski volilni monarhiji se je pogosto dogajalo, da so poraženci izpodbijali rezultate volitev. V Sigismundovem primeru je bilo to pohlepno in trmasto poljsko plemstvo, ki je podpiralo avstrijskega nadvojvodo Maksimilijana III. Ko je Sigismund izvedel za svojo izvolitev, je zapustil Švedsko in 7. oktobra pristal na Poljskem. V poljskem parlamentu je takoj pristal, da se bo odrekel nekaj privilegijem v upanju, da bo s tem podkupil nekaj nasprotnikov. Nižji pruski zakladnik Jan Dulski ga je v imenu kronskega ceremoniarja Andrzeja Opalińskega razglasil za poljsko-litovskega kralja. Kronanje je bilo 27. decembra na Vavelu v Krakovu. 
Zdelo se je, da je vprašanje poljskega kralja rešeno, potem pa je Maksimiljan III. napadel Poljsko in zahteval poljsko krono. Sovražnosti niso trajale dolgo, ker je Sigismundu zvesti hetman  Jan Zamoyski na čelu poljske vojske v bitki pri Byczyni prepričljivo premagal Avstrijce in ujel Maksimiljana III. Na zahtevo papeža Siksta VI. so ga leta 1589 osvobodili, on sam pa se je odrekel zahtevam po poljski kroni. 
Sigismund je poskušal vzdrževati mir s svojim močnim sosedom s poroko z nadvojvodinjo Ano Avstrijsko leta 1592 in bil vedno pripravljen povezati se s katoliško Avstrijo proti protestantskim silam, ki so raztrgale krščanstvo.

### Poljsko-švedska unija
Po smrti Ivana III. Švedskega je švedski prestol zasedel njegov sin Sigismund, ki je bil takrat že izvoljen za poljskega kralja. Ko je izvedel za očetovo smrt in pretenzije svojega strica, vojvode Karla Södermanlandskega na švedski prestol, je zaprosil Sejm (poljski parlament), da mu dovoli odhod na Švedsko. 3. avgusta 1593 je z dovoljenjem parlamenta skupaj z ženo Ano Habsburško in spremstvom odplul na Švedsko. 
19. februarja 1594 je s švedskim plemstvom sklenil sporazum, s katerim naj bi se uredila nesoglasja glede švedske krone, in bil nato v Uppsalski stolnici kronan za kralja. Švedsko kraljestvo je postalo personalna unija z Republiko obeh narodov. Julija je zapustil Švedsko in vladanje prepustil regentskemu svetu, ki naj bi vlada skupaj s Tajnim svetom in Sigismundovim stricem Karlom. 
Sigismund je kljub danim obljubam začel odpirati katoliške šole in  dajati katolikom pomembne državne položaje. Karel zato ni odstopil od svojih zahtev po prestolu in je začel izvajati svoj politični program. Leta 1597 je kraljevim ukazom navkljub v Arbogi sklical sejo novega parlamenta  (Riksdag), na kateri je bilo samo nekaj udeležencev in samo eden iz Tajnega sveta. Vojvoda Karel ni dobil podpore za svoje vojaške akcije, a jih je kljub temu začel izvajati in zasedel dele južne Švedske. Nekaj članov Tajnega sveta je pobegnilo na Poljsko prepričat Sigismunda, naj ukrepa. Sigismund je na Švedsko poslal diplomatsko misijo, ki naj bi probleme rešila s pogajanji. Karel je bil sprva navidezno pripravljen na pogajanja, v resnici pa je želel pridobiti čas in dobiti potrditev svoje oblasti  na naslednji seji Riksdaga. V svojo vojsko je začel rekrutirati kmete in izolirati Sigismundove pristaše.

### Vojna s Sigismundom
Sejm je leta 1598 Sigismundu odobril pohod poti njegovim nasprotnikom na Švedskem, vendar mu ni dal znatne podpore. Sigismundovo vojsko so sestavljali predvsem nemški in ogrski najemniki in majhna poljska vojska z nekaj topništva.
Pohod je bil slabo načrtovan. Koordiniranje gibanja enot ni bilo mogoče, zlasti Flemingovih, ki naj bi napadle Karla s Finske. Po začetnih uspehih (zasedba Kalmarja in poraz Karlove vojske v Stegeborgu) je bila Sigismundova vojska poražena v bitki pri Stångebroju (ali Linköpingu) 25. septembra 1598. Sigismunda su ujeli in ga prisilili, da Švedom preda nekaj svojih privržencev vključno s švedskim kanclerjem  Erikom Larssonom Sparrejem. Maja 1599 je Karlova vojska osvojila  zadnjo Sigismundovo trdnjavo Kalmar. 24. julija 1599 je Riksdag v Stockholmu Sigismunda uradno odstavil in za novega švedskega kralja izvolil Karla IX. Poljsko-švedska unija je bila po komaj sedmih letih obstoja ukinjena. Marca 1600 je bilo v tako imenovanem linköpinškem kravavem plesu usmrčenih  nekaj Sigismundovih privržencev usmrčenih, med njimi pet senatorjev.

## Rusko carstvo

### Poljsko-moskovska vojna (1605-1618)
Poljsko-moskovska vojna, na Poljskem znana kot dimitrijada, se je začela z nizom spopadov in pohodov poljsko-litovske vojske proti vzhodu. V napadih so sodelovale tudi zasebne vojske in najemniki pod vodstvom poljsko-litovske aristokracije. V tem obdobju je bilo v Rusiji več državljanskih vojn, ki jih rusko zgodovinopisje imenuje "obdobje težav". Vzrok zanje je bila dinastična kriza, ki je povzročila splošen kaos. 
Udeleženci in cilji poljsko-moskovske vojne so se stalno spreminjali. Ruski udeleženci so se spopadali tudi med seboj in sklepali zavezništva z drugimi državami, vključno z Republiko obeh narodov. V vojni je bila udeležena tudi Švedska (ingrijska vojna 1610-1617), ki je bila včasih ruski zaveznik, včasih pa nasprotnik. Pogosto so se spreminjali tudi cilji, od manjših sprememb meja do ruskega prestola in celo ustanovitve nove skupne poljsko-litovsko-ruske države pod poljskimi kralji.

### Ruski poraz (1611)
Vojno je mogoče razdeliti v štiri obdobja. V prvem je del poljskega plemstva (šlahta) na spodbudo nekaj ruskih bojarjev (ruska aristokracija), vendar brez uradnega soglasja poljskega kralja Sigismunda III., poskušala izkoristiti šibkost Rusov in intervenirati v njihovi državljanski vojni. Podprla je Lažnega Dimitrija I. in kasneje Lažnega Dimitrija II.  proti carjema Borisu Godunovu in Vasiliju IV. Prvi poljski val se je začel leta 1605 in končal leta 1606 s smrtjo Dimitrija I. Drugi val se je začel  leta 1607 in trajal do leta 1609, ko je car Vasilij IV. sklenil zavezništvo s Švedi. Sklenitev zavezništva je imela za posledico odločitev poljskega kralja Sigismunda III., da uradno intervenira in napove vojno Rusiji. Pričakoval je, da bo porazil šibke Švede in pridobil nekaj ozemlja.
Kronski hetman Stanislav Żółkiewski je triumfiral in  pred krakovsko kraljevo palačo vodil ruske ujetnike: ruskega carja Vasilija IV. Šujskega in njegova brata Ivana in Dimitrija z ženo, veliko kneginjo Ekaterino Grigorijevno, hčerko Grigorija Maljuta Skuratova, ter  nakanoniziranega patriarha Moskve in vseh Rusov Filareta.    
Po zgodnjih zmagah Republike obeh narodov (bitka pri Klušinu), ki so dosegle vrhunes z zasedbo Moskve leta 1610, je bil princ Vladislav  na hitro izvoljen za ruskega carja.

### Vladislav IV. Vasa – ruski car
Po okrepitvi poljskega posredovanja v Moskovski kneževini se je kraljeva družina leta 1609 preselila v rezidenco v Vilno, glavno mesto Velike kneževine Litve. Po požaru se je morala umakniti iz rezidence v Vilenskem gradu. Naslednje leto je moskovski aristokratski Svet sedmih bojarjev  za ruskega carja izvolil poljskega princa Vladislava, starega 15 let. Svet je pred tem v poljsko-moskovski vojni strmoglavil carja Vasilija Šujskega. Stanislavovo izvolitev je pokvaril oče Sigismund, ki je želel, da se pravoslavno rusko prebivalstvo spreobrne v katoliško vero. Sigismund je zavrnil zahtevo bojarjev, da pride Vladislav v Moskvo in se spreobrne v pravoslavno vero. Sigismund je namesto tega predlagal, da v Moskvi vlada kot regent. Kraljev nerealen predlog je povzročil nadaljevanje sovražnost. Vladislav je na začetku leta 1610 nekaj časa v moskovski in novgorodski kovnici  koval svoje srebrnike in zlatnike s svojim titularjem "Car in veliki knez Vladislav Zigimontovič cele Rusije".
Vladislav je sklenil osebno zavladati na moskovskem prestolu in je zato leta 1616 organiziral vojni pohod. Dosegel je nekaj zmag, Moskve pa ni mogel osvojiti. Republika dveh narodov je z Deulinskim sporazumom pridobila nekaj ozemlja, svoje oblasti v Rusiji pa ni mogla vzpostaviti. Moskovski prestol je v tem času zasedal Mihael Romanov. 
Propad vojnega pohoda na Rusijo je Vladislavu pokazal, kako omejena je kraljeva moč na Poljskem. Eden od glavnih vzrokov za polomijo je bila velika avtonomija vojaških poveljnikov, ki v Vladislavu niso videli svojega nadrejenega. Drug pomemben vzrok so bila sredstva za financiranje vojske, ker poljski parlament zasebne vojne ni podprl.

## Volilno-dedna monarhija v Poljski-Litvi

### Srebrna doba
Volilna skupščina leta 1632 se je končala z Vladislavovo izvolitvijo za poljskega kralja. Na volitvah ni imel resnih protikandidatov. Za kralja Republike obeh narodov bi moral biti razglašen 8. novembra. Ker pacta conventa še ni bila pripravljena, se je razglasitev preložila na 13. november. S pacta conventa se je Vladislav obvezal, da bo ustanovil in opremil vojaško šolo, našel pot do ustanovitve baltskega ladjevja, vzdrževal obstoječa zavezništva, ne bo organiziral vojske in dajal civilnih in vojaških položajev tujcem, sklepal mirovnih sporazumov in napovedoval vojn brez odobritve Sejma, da bo prepričeval svoje brate, da prisežejo zvestobo Republiki in da bo profite Kraljeve kovnice prenašal v Državno in ne v svojo zakladnico. Po objavi rezultatov volitev, so kronski veliki ceremoniar  Lukaš Opaliński in prisotni plemiči začeli praznovanje v čast novemu kralju, ki je trajalo tri ure. Vladislavovo kronanje je bilo v Vavelski stolnici v Krakovu 6. februarja naslednje leto. 
Vladislav IV. je moral biti kot pripadnik Reda zlatega runa uradno zvest habsburškim cesarjem. Njegovi odnosi s Habsburžani so bili relativno tesni. Vladislav ni nasprotoval pogajanjem  Habsburžanov z njihovimi sovražniki, kot je bila Francija, vendar je zavrnil predlog kardinala Richelieua iz leta 1635 o zavezništvu in popolni prekinitvi sovražnosti, čeprav bi lahko izgubil svoje ozemeljske pridobitve v Šleziji. Zavedal se je, da bi sprejetje predloga lahko povzročilo veliko nemira v pretežno katoliški Republiki obeh narodov in da ima premalo avtoritete in moči, da bi takšno spremembo politike potrdil Sejm. Nastali konflikti bi lahko bili zelo težki. Po letu 1636 je imel nekaj let še tesnejše vezi s Habsburžani.
V tem obdobju je Vladislav še vedno poskušal prevzeti vodilno vlogo v evropski politiki, se pogajal o mirni prekinitvi tridesetletne vojne in upal, da bo  mu takšna politika olajšala pot do švedske krone. Po sklenitvi Stuhmsdorfskega premirja se je vedno bolj zavedal, da so bile njegove možnosti za ponovno pridobitev švedskega prestola slabe. V letih 1635-1636 je predlagal več reform, s katerimi bi utrdil svojo oblast in oblast svoje rodbine v Republiki obeh narodov. Njegov prvi načrt je bil zagotoviti si nekaj dednih provinc, ki jih ne bi ogrozila sprememba oblasti na enih od  prihodnjih volitev. Za izvedbo načrta v Sejmu ni dobil dovolj podpore. 
Vladislav je uporabljal tudi naziv "kralj Švedske", čeprav v njej ni imel nobene oblasti in tam nikoli ni bil.

### Ivan II. Kazimir Vasa
Ivan II. Kazimir je bil skoraj celo življenje v senci svojega starejšega polbrata Vladislava IV. Med poljskim plemstvom je imel malo prijateljev, bil je neprijazen in skrivnosten in svoj čas delil med razkošnimi zabavami in verskim sanjarjenjem. Politike ni maral, na poljskem dvoru pa ni imel niti močne zaslombe niti vpliva in  je  podpiral nepriljubljeno habsburško politiko. Na drugi strani se je izkazal kot nadarjen vojaški poveljnik, ki je svoje sposobnosti dokazal v smolenski vojni proti Veliki moskovski kneževini (1633).

#### Potop
Leta 1648 je poljski Sejm izvolil Ivana Kazimirja za bratovega naslednika na poljskem prestolu. Večina vladavine zadnjega Vase na prestolu Republike obeh narodov je minila v vojni z Rusijo (1654-1667), kateri je sledila vojna s Švedsko, znana kot potop, v kateri sta se vojskovala dva kralja Vasa. Švedska je zaradi zarotniških guvernerjev in poljskega in litovskega plemstva brez velikih bojev osvojila večino Poljske. V naslednjih nekaj letih se je Republika obeh narodov okrepila in končala kratkotrajne vdore in pohode Švedov, vendar je za to plačala visoko ceno. Večina naselij in mest v Republiki je bila izropana. Nekatera so bila do tal požgana. Večino opustošenja je povzročila umikajoča se švedska vojska. Poljska in Litva sta doživljali eno od najbolj katastrofalnih in neuspešnih obdobij v svoji zgodovini, smega kralja pa se kljub temu pogosto omenja kot hrabrega borca, ki je rešil državo in svoje ljudstvo.
Ivan II. Kazimir je bil leta 1660 prisiljen umakniti svojo zahtevo po švedskem prestolu in priznati švedsko suverenost v Livoniji in mestu Riga. 
Poročil se je z bratovo vdovo Marijo Luizo Gonzaga (poljsko Marija Ludvika), ki je bila njegova glavna opora. Marija Luiza je leta 1667 nenadoma umrla, kar je morda pripomoglo k prezgodnjemu političnemu propadanju monarhije.

#### Odstop in smrt
16. septembra 1668 je Ivan II. Kazimir, zelo prizadet zaradi ženine smrti prejšnje leto, odstopil s prestola poljsko-litovskega kraljestva. Odšel je v Francijo, vstopil v jezuitski red  in postal opat samostana Saint-Germain-des-Prés v Parizu. Po njegovem odstopu je bil za novega kralja kot Mihel I. izvoljen Michał Korybut Wiśniowiecki. Kronan je bil 29. septembra 1669. 
Ivan Kazimir se je pred smrtjo nameraval vrniti na Poljsko, vendar je pred odhodom jeseni 1672 nevarno zbolel, ko je izvedel, da je Kamjanec Podolski osvojilo Osmansko cesarstvo.  Papeža Klemna X. je zaprosil za pomoč Republiki obeh narodov v obrambni vojni proti Turkom. Francozi, ki so bili med njegovim bivanjem v samostanu z njim v tajnih stikih, so bili presenečeni nad njegovo naklonjenostjo njegovemu nekdanjemu kraljestvu in prizadetostjo zaradi izgube enega samega mesta. Prizadeti in resno bolni kralj je kmalu po  nepričakovani turški invaziji na Poljsko 16. decembra 1672 umrl zaradi kapi. Pokopali so ga v Vavelski stolnici v Krakovu. Njegovo srce so pokopali v samostanu Saint-Germain-des-Prés.

## Švedska veja

### Karel IX. Švedski
Riksdag v Linköpingu je 24. februarja 1604 objavil, da je  kralj Sigismund III. Poljski odstopil s švedskega prestola in da je za novega suverena izvoljen knez Karel. Karlova kratka vladavina je bilo eno samo neprekinjeno vojskovanje. Sovražnosti s Poljsko in prekinitev zavezništva z Rusijo sta ga potegnili v prekomorsko vojno za posesti v Livoniji in Ingriji, poljsko-švedsko vojno (1600–1611)  in ingrijsko vojno. Njegove želje po Laponiji je v zadnjem letu njegovega vladanja prekinila vojna z Dansko.
Vsi Karlovi spopadi so bili bolj ali manj neuspešni, delno zato, ker se je morala njegovo vojska boriti z zelo uspešnimi generali (Jan Karol Chodkiewicz, Kristijan IV. Danski in drugi), delno pa zaradi spleta okoliščin. Kraljeva notranja politika je bila v primerjavi z zunanjo relativno nepomembna. Potrdil in dopolnil je tisto, kar je začel med svojim regentstvom. Kralj je uradno postal šele 22. marca 1604. Prvi dokument, ki ga je podpisal kot kralj, ima datum 20. marec 1604, kronan pa je bil šele 20. marca 1607.

### Gustav II. Adolf
Gustav Adolf je bil rojen v Stockholmu kot najstarejši sin vojvode Karla Vasa in njegove druge žene Kristine Holstein-Gottorpske. V tistem času je na Švedskem vladal njegov bratranec Sigismund III. Poljski. Neomajni protestantski vojvoda Karel   je leta 1599 prisilil katoliškega Sigismunda  k odstopu s švedskega prestola in zavladal kot regent. Za švedskega kralja je bil kronan leta 1607. Dogajanja so bila del verskih  spopadov pred tridesetletno vojno. Kronski princ Gustav Adolf je leta 1610 dobil vojvodino  Gagnef-Floda v Dalekarliji. Po očetovi smrti oktobra 1611 je šestnajstletni Gustav  nasledil švedski prestol in z njim nenehne dinastičnih spore s svojim poljskim bratrancem, ki ga je poskušal prisiliti k odstopu.
V okviru dinastičnih sporov je Gustav pri enaintridesetih letih napadel Livonijo in začel poljsko-švedsko vojno (1625-1629). Interveniral je v imenu nemških luteranov, ki so mu odprli vrata nemških mest.  Slaven je postal nekaj let kasneje, ko je junija 1630 pristal v Nemčiji in se vmešal v tridesetletno vojno. Postavil se je na protikatoliško stran,  ki je takrat izgubljala Sveto rimsko cesarstvo in njegove katoliške zaveznike. Švedske sile bi stanje na bojišču lahko hitro obrnile.
Gustav Adolf se je poročil z Marilo Eleonoro Brandenburško, hčerko brandenburškega volilnega kneza Ivana Sigismunda. Za bazo svojih operacij v Nemčiji je izbral prusko mesto Elbing. Umrl je v bitki pri Lützenu leta 1632. Njegova smrt je bila velika izguba za luteransko stran. Velike dele Nemčije in drugih dežel, ki so jih osvojili luteranci, so v protireformaciji ponovno osvojili katoličani. Gustavovo sodelovanje v tridesetletni vojni mu je prineslo naziv "lev s severa", v nemščini "polnočni lev".

#### Tridesetletna vojna
Švedska je zaradi spehov Gustava II. Adolfa postala ena največjih sil Evrope in za Francijo in Španijo morda najpomembnejša sila v tridesetletni vojni. Njen vzpon ni bil posledica samo njegovih briljantnih vojaških uspehov,  temveč tudi pomembnih institucionalnih reform v švedski vladi. Glavna reforma je bila ustanovitev prvega registra župnij, ki je omogočil učinkovitejše obdavčevanje in novačenje v švedsko vojsko.
Gustav Adolf je bil izjemen vojaški poveljnik. Njegova inovativna taktična povezava pehote, konjenice, logistike in zlasti topništva, mu je prinesla naziv "oče sodobnega vojskovanja". Njegovo vojskovanje so kasneje preučevali veliki vojskovodje, vključno z Napoleonom in Carlom von Clausewitzem.  Njegove   izboljšave  v vojni  znanosti so iz Švedske naredile cesarstvo, velesilo, ki je na Baltiku dominirala celih sto let.  Gustav II. Adolf je edini švedski vladar, ki se naslavlja z "Veliki". Naslov Gustavus Adolphus Magnus so mu podelili švedski deželni stanovi ob njegovem kronanju leta 1633.
Gustav Adolf je bil ključna osebnost, zaslužna za švedski prestiž in uspehe njene  vojske v tridesetletni vojni. Kot general je na bojišču slovel po rabi mobilnega topništva in agresivne taktike, v kateri je bil pomemben napad in ne obramba, ter mobilnosti in samostojnosti konjenice.

### Kristina Švedska
Kristina je bila edini še živeči zakonski otrok kralja Gustava II. Adolfa in njegove žene Marije Eleonore  Brandenburške. Očeta je nasledila po njegovi smrti v bitki pri Lützenu novembra 1632. Stara je bila komaj šest let. Vladati je začela pri osemnajstih letih. 
Kristina je veljala za najbolj izobraženo žensko 17. stoletja. Imela je bogato zbirko slik, knjig, rokopisov in kipov. Zaradi zanimanja za vero, filozofijo, matematiko in alkimijo je v Stockholm privabila veliko znanstvenikov. Mesto je postalo znano kot "Severne Atene". Bila je inteligentna, razgibana in razpoložena oseba in zavračala spolno vlogo ženske. S svojo odločitvijo, da se ne bo poročila, in odstopom s prestola je leta 1654 povzročila velik škandal. Preimenovala se je v Kristino Avgusto Vasa in pretopila v katoliško vero. Po spreobrnitvi se je preimenovala v Kristino Aleksandro. 
Pri 28. letih se je "Minerva severa" preselila v Rim. Papež jo je opisal kot "kraljico brez kraljestva, kristjanko brez vere iz žensko brez sramu". Ne glede na vse to je postala voditeljica gledališkega in glasbenega življenja in  podpirala številne baročne umetnike, skladatelje in glasbenike.

## Pomembni člani rodbine

### Švedska plemiča
- Johan Kristiernsson Vasa Örbyjski v provinci Uppland
- Erik Johansson Vasa (1470–1520), zasebni svetovalec, gospod Rydboholmsega gradu v Roslagenu

### Švedski regent
- Kettil Karlsson (okoli 1433-1465), škof  Linköpinga, vladal kot lord protektor in švedski regent  (1464-1465)

### Švedski kralji in kraljica
| Ime                  | Slika | Življenje                                                                                  | Vladanje                                | Opombe                                                                |
| -------------------- | ----- | ------------------------------------------------------------------------------------------ | --------------------------------------- | --------------------------------------------------------------------- |
| Gustav Eriksson Vasa |       | 23. avgust 1521 - 6. junij 1523 (kot regent) 12. maj 1496 - 29. september 1560 (kot kralj) | 6. junij 1523 - 29. september 1560      | sprva regent, nato kralj, sin Erika Johanssona Vase                   |
| Erik XIV.            |       | 13. december 1533 - 26. februar 1577                                                       | 29. september 1560 – 29. september 1568 | sin Gustava I., bil zaprt na Švedskem in Finskem, umrl od zastrupitve |
| Ivan III.            |       | 20. december 1537 - 17. november 1592                                                      | 30. september 1568 – 17. november 1592  | sin Gustava I., polbrat Erika XIV.                                    |
| Sigismund            |       | 20. junij 1566 - 30. april 1632                                                            | 17. november 1592 – 24. julij 1599      | sin Ivana III., poljski kralj                                         |
| Karel IX.            |       | 24. julij 1699 - 6. marec 1604 (kot regent) 4. oktober 1550 - 30. oktober 1611 (kot kralj) | 22. marec 1604 – 30. oktober 1611       | sprva regent, nato kralj, sin Gustava I.                              |
| Gustav II. Adolf     |       | 9. december 1594 - 6. november 1632                                                        | 30. oktober 1611 – 6. november 1632     | sin Karla IX.                                                         |
| Kristina             |       | 8. december 1626 - 19. april 1689                                                          | 6. november 1632 - 6. junij 1654        | hči Gustava II. Adolfa                                                |

Po Kristininem odstopu je prestol prešel na njenega polbratranca Karla X. Gustava iz rodbine Palatinat-Zweibrücken, stranske veje rodbine Vasa.
Kralji iz rodbine Holstein-Gottorp, ki je na Švedskem vladala od leta 1751 do 1818, so poudarjali svoje poreklo po ženski liniji rodbine Vasa.  Enako velja za trenutno vladajočo rodbino Bernadotte: Karel XIV. je bil posinovljenec Karla XII. Njegov sin Oskar I. je bil poročen z  Jožefino Leuchtenberško iz rodbine Vasa; njun vnuk Gustav V. je bil poročen z Viktorijo Badensko, prapravnukinjo Gustava V. Adolfa iz rodbine Holstein-Gottorp.

### Poljski kralji in litovski veliki knezi
| Ime              | Slika | Življenje                          | Vladanje                            | Opombe                                                                        |
| ---------------- | ----- | ---------------------------------- | ----------------------------------- | ----------------------------------------------------------------------------- |
| Sigismund III.   |       | 20. junij 1566 - 30. april 1632    | 18. september 1587 - 19. april 1632 | sin Ivana III., od 17. novembra 1592 do 24. junija 1599 tudi kralj Švedske    |
| Vladisla IV.     |       | 9. junij 1595 - 20. maj 1648       | 8. november 1632 – 20. maj 1648     | sin Sigismunda III., od 19. julija 1610 da 21. februarja 1613 tudi car Rusije |
| Ivan II. Kazimir |       | 22. marec 1609 - 16. december 1672 | november 1648 – 16. september 1668  | sin Sigismunda III.                                                           |